# Pablo Maqueda
Pablo Maqueda (sinh ngày 18 tháng 1 năm 1971) là một cầu thủ bóng đá người Tây Ban Nha.

## Sự nghiệp câu lạc bộ
Pablo Maqueda đã từng chơi cho Avispa Fukuoka.

## Thống kê câu lạc bộ

### J.League
| Đội            | Năm       | J.League | J.League | J.League Cup | J.League Cup | Tổng cộng | Tổng cộng |
| Đội            | Năm       | Trận     | Bàn      | Trận         | Bàn          | Trận      | Bàn       |
| -------------- | --------- | -------- | -------- | ------------ | ------------ | --------- | --------- |
| Avispa Fukuoka | 1997      | 12       | 3        | 0            | 0            | 12        | 3         |
| Avispa Fukuoka | 1998      | 5        | 0        | 2            | 0            | 7         | 0         |
| Tổng cộng      | Tổng cộng | 17       | 3        | 2            | 0            | 19        | 3         |